# Editorial Belacqva
Belacqva es una editorial que pertenece al Grupo Editorial Norma de América Latina, y está especializada en libros de ficción, historia y temas de actualidad. La editorial publica sus títulos en cuatro colecciones diferentes, según la temática; Documentos, El ojo de la historia, Novela Histórica y  JuBelacqva. Fue fundada en el año 2002 por el editor Raúl M. Mir Coll y los empresarios Antonio Sagnier Bassas y Salvador Torrens. En el año 2006, el editor Raúl M. Mir y sus socios vendieron las acciones al Grupo Editorial Norma.
Hoy en día cuenta con un fondo de más de 100 títulos escritos por autores clásicos y científicos como Nathaniel Hawthorne, Sigmund Freud, Charles Darwin, Joseph Conrad, Walter Schellenberg, Stendhal, entre otros. Asimismo, también cuenta con obras que analizan el presente, y están escritas por periodistas e historiadores contemporáneos como Bob Woodward, David McCullough, Jordi Sierra i Fabra, Marco Schwartz, Núria Ribó, Ian Thomphson, Alfonso M. Di Nola, William Ospina, entre otros.